# El Calvario (Michoacán)
El Calvario es una localidad del estado mexicano de Michoacán. Es parte del municipio de Tanhuato.

## Demografía
| Censo | Población |
| ----- | --------- |
| 2020  | 1255      |